# Enzo Malepasso
Enzo Malepasso (Napoli, 31 maggio 1954 – Siziano, 27 aprile 2009) è stato un cantante, compositore e produttore discografico italiano attivo all'inizio degli anni ottanta.

## Biografia
Ricordato per lo stile melodico delle sue composizioni e per il timbro vocale simile a quello di Lucio Battisti, è passato come una meteora nel panorama dei cantautori italiani, anche se ha potuto esprimere le proprie qualità al Festival di Sanremo 1980, quando si classificò al secondo posto con il brano Ti voglio bene, titolo anche del suo secondo album. Partecipò poi anche all'edizione dell'anno successivo con la canzone Amore mio, senza qualificarsi per la finale. All'inizio della carriera utilizzò lo pseudonimo Paul Cash.
Nel 1976 aveva colto il primo grande successo come autore, con 15 anni, incisa dal gruppo I vicini di casa su testo di Claudio Daiano.
Successivamente si era dedicato soprattutto all'attività di autore e produttore musicale, scrivendo tra l'altro canzoni per Fiordaliso, Peppino Di Capri, Loretta Goggi, Wess, La Strana Società, Peppino Gagliardi, Orietta Berti, Wess e Dori Ghezzi, Little Tony, I Camaleonti, Bruno Martino, Luciano Rossi, Bertín Osborne, Pupo, Nino D'Angelo e Fred Bongusto.
Nel 1983 inizia il sodalizio artistico e sentimentale con Fiordaliso, per la quale scrisse e produsse, insieme al paroliere Luigi Albertelli, tutti gli album fino al 1987. Tra i brani più famosi Non voglio mica la luna del 1984, composta con il cantautore Adelmo Fornaciari alias Zucchero e il paroliere Luigi Albertelli, uno dei maggiori successi discografici italiani degli anni ottanta, e poi Li-be-llu-la, Il mio angelo, Sola no, Fatti miei (scritta ancora, nella parte musicale, con Fornaciari), Il canto dell'estate (composta con Umberto Smaila) e l'intensa I giorni dell'addio.
Alla fine degli anni ottanta si trasferì fuori dall'Italia, lavorando in Messico, Spagna e Australia, tutti Paesi dove produsse artisti di grande levatura, tanto da ricevere ben otto dischi d'oro e uno di platino. Non trascurò mai comunque il mercato discografico italiano, per il quale produsse tra il 1987 e il 1996 non meno di nove album di Nino D'Angelo, ciascuno dei quali ottenne un successo tale da essere premiato con il disco d'oro.
Nel 1994 produsse e lanciò Gigi D'Alessio.
Nel 1998 fu produttore del cantautore Luca Sepe, che ha partecipato al Festival di Sanremo con il brano Un po' di te.
Successivamente Malepasso si ritirò a vita privata, impegnandosi in profonde riflessioni sul futuro della musica. Ha lasciato il suo buen retiro nel 2004, dedicandosi ad acquisire in tutto il mondo licenze esclusive per la sola Italia dei più grossi nomi della musica pop internazionale.
Tra le case discografiche con le quali incise i suoi brani vanno citate la Polydor, la Durium e la Aleph.

## Discografia

### Album
- 1979 - Agrodolce (Polydor, 2448 090)
- 1980 - Ti voglio bene (Polydor, 2448 108)

### Singoli
- 1974 - Together/Happy Fool (Omniamusic, ONP-9005)[2]
- 1979 - Mannaggia/Andiamo al cinema (Polydor, 2060188)
- 1980 - Ti voglio bene/Considerando che… (Polydor, 2060218)
- 1980 - Resto con te/Biografia di un amore (Polydor, 2060232)
- 1981 - Amore mio/Senso vietato (Polydor, 2060240)
- 1982 - Canzoni nuove/Ultima cena (Aleph, AH-28003)
- 1984 - È bello dire anche ti amo/Parliamo (Durium, Ld Al 8190)